# کن راسل
هنری کنت آلفرد راسل (به انگلیسی: Henry Kenneth Alfred Russell) (زادهٔ ۳ ژوئیه ۱۹۲۷ در ساوث همپتون – درگذشتهٔ ۲۸ نوامبر ۲۰۱۱ در لندن) کارگردان برجستهٔ سینمای بریتانیا و خالق فیلم‌هایی چون عشاق موسیقی، زنان عاشق، تامی و شیاطین است.
کن راسل یکی از غیرمتعارف‌ترین کارگردانان سینمای بریتانیا بود و برخی از منتقدان فیلم بریتانیا او را اورسون ولز سینمای بریتانیا لقب داده‌اند.

## زندگی
کن راسل در سال ۱۹۲۷ در ساوث همپتون انگلستان زاده شد. او کارش را به عنوان کارگردان در اوایل دههٔ شصت با بی‌بی‌سی آغاز کرد و با ساختن فیلم «زنان عاشق» در سال ۱۹۶۹ که اقتباسی از داستان جنجالی دی اچ لارنس نویسندهٔ شهیر انگلیسی بود، به شهرت رسید.
راسل به خاطر نگاه انتقادی‌اش به کلیسا و مذهب و نمایش بی‌پروای صحنه‌های جنسی در فیلم‌های خود شهرت داشت. وی سوژه‌های خود را عموماً از میان موسیقی‌دانان بزرگ جهان انتخاب می‌کرد و به اقتباس از آثار ادبی علاقه داشت. چایکوفسکی، فرانتس لیست، ریچارد اشتراوس و مالر از جمله آهنگسازان بزرگی‌اند که کن راسل دربارهٔ آن‌ها فیلم ساخته‌است.

## فعالیت سینمایی
وی در دوره‌ای ساختن فیلم‌های زندگی‌نامه‌ای از زندگی موسیقی‌دانان و اقتباس‌های سینمایی از آثار ادبی را شروع کرد که موج سینمای آزاد بریتانیا و جنبش رئالیسم اجتماعی در این کشور با آثار فیلمسازانی چون تونی ریچاردسن، لیندزی آندرسن و بعدتر کن لوچ شروع شده بود.
راسل ابتدا کارش را به عنوان عکاس مستند در اواخر دههٔ پنجاه شروع کرد و پس از ساختن چند فیلم مستند کوتاه تجربی در جنبش سینمای آزاد بریتانیا مثل فیلم کوتاه «امیلیا و فرشته» به عنوان کارگردان در بی‌بی‌سی مشغول به کار شد و به ساختن فیلم‌های مستند دربارهٔ هنر برای مجموعه‌های «مونیتور» و «آمنیباس» (مجموعه آثار) پرداخت.
در همین دوره بود که او ساختن فیلم‌های مستند دراماتیزه‌شده‌ای دربارهٔ آهنگسازان بزرگ بریتانیایی را برای بی‌بی‌سی شروع کرد؛ مجموعه‌ای که با فیلم «الگار» (۱۹۶۲) دربارهٔ ادوارد الگار موسیقی‌دان بریتانیایی شروع شد و با فیلم‌های ایزادورا دانکن، بزرگترین رقاص جهان (۱۹۶۷)، آواز تابستان (۱۹۶۸) دربارهٔ فردریک دلیوس و اریم فنبی و فیلم «رقص هفت محجبه» (۱۹۷۰) دربارهٔ ریچارد اشتراوس ادامه پیدا کرد. فیلم‌های مستند راسل در بی‌بی‌سی دربارهٔ هنرمندان الهام‌بخش فیلمسازان بریتانیایی در دههٔ شصت گردید، از جمله استنلی کوبریک که گفته بود از این فیلم‌ها برای ساختن باری لیندون الهام گرفته‌است.
راسل در ساخت مستندهای تلویزیونی خود بی‌بی‌سی را مجبور کرد که به جای استفاده از عکس‌ها و نماهای آرشیوی از بازیگران مختلف برای بازسازی دوره‌های مختلف زندگی یک شخصیت استفاده کند. وی چندی قبل از مرگش در گفتگویی اعتراف کرد که بهترین فیلمی که ساخت «آواز تابستان» بود که در آن مجبور نشد حتی یک فریم را دربیاورد.
فیلم‌های راسل دربارهٔ آهنگسازان، غیرمتعارف و جنجالی بود زیرا تصویر متفاوتی از آن‌ها نشان می‌داد که با تصویر رسمی و کلیشه‌ای از آن‌ها در جامعه متفاوت بود. در فیلم «رقص هفت محجبه»، او ریچارد اشتراوس را به عنوان یک نازی معرفی کرد. در یکی از صحنه‌های این فیلم او چند افسر اس اس را نشان می‌دهد که با لذت سرگرم شکنجه یک یهودیاند و در همان حال به موسیقی اشترواس گوش می‌دهند. این موضوع خشم خانوادهٔ اشترواس را برانگیخت و آن‌ها اجازهٔ استفاده از موسیقی اشتراوس را به راسل ندادند و جلوی نمایش فیلم در سراسر جهان را گرفتند که این ممنوعیت تا امروز هم باقی است.
نخستین فیلم کن راسل در سینما، فیلم «لباس فرانسوی» محصول سال ۱۹۶۳ بود که برداشت آزادی از فیلم «و خدا زن را آفرید» روژه وادیم بود اما در گیشه و از دید هنری فیلم ناموفقی بود.
اما این اقتباس خلاقانهٔ او از رمان مشهور و جنجالی دی اچ لارنس به نام «زنان عاشق» بود که نام کن راسل را مطرح کرد و همچنان به عنوان امضای هنری او شناخته می‌شود. این فیلم که گلندا جکسن، الیور رید و جنی لیندن در آن بازی می‌کردند روایت صریحی‌ست از دو خواهر هنرمند از طبقهٔ مرفه انگلستان در سال‌های بعد از جنگ جهانی اول و روابط غیرمتعارف آن‌ها با مردان دیگر و تمایلات سرکوب شده جنسی آن‌ها. فیلم به عنوان اثری در ستایش انقلاب جنسی در بریتانیا شناخته می‌شود.
صحنهٔ کشتی گرفتن الیور رید و الن بیتس در این فیلم که هر دو برهنه‌اند، یکی از فراموش‌نشدنی‌ترین صحنه‌های تاریخ سینماست که در زمان خود جنجال بسیاری به پا کرد. «زنان عاشق» نامزد دریافت چند جایزهٔ اسکار از جمله بهترین فیلم، بهترین سناریو و بهترین فیلمبرداری شده و گلندا جکسن نیز اسکار بهترین بازیگر زن را به دست آورد.
راسل به دنبال موفقیت فیلم «زنان عاشق» فیلم «عشاق موسیقی» را دربارهٔ زندگی چایکوفسکی آهنگساز بزرگ روس ساخت که با بی‌اعتنایی منتقدان مواجه شد اما فروش خوبی در گیشه داشت.
فیلم «شیاطین» کن راسل که بر اساس رمان «شیاطین لودون» نوشته آلدوس هاکسلی ساخت، فیلمی علیه دستگاه کلیسا و مسیحیت شناخته شد. در این فیلم راسل، الیور رید را در نقش کشیشی تصویر کرد که در مقابل ایده‌های شیطانی و فاسد دستگاه کلیسا و دولت می‌ایستد.
صحنه‌های بی‌پروا و صریح نمایش برهنگی راهبهها و روابط جنسی آن‌ها با یکدیگر نه‌تنها در آن زمان، بلکه امروز نیز از سوی نهادهای مذهبی جامعهٔ غرب و سانسور تحمل نمی‌شود و به صورت کامل به نمایش درنمی‌آید. برادران وارنر که پخش این فیلم را در آمریکا به عهده دارند تا امروز نیز با نمایش کامل آن مخالفند.
الکساندر واکر، منتقد فیلم روزنامهٔ ایوینینگ استاندارد، در یک بحث تلویزیونی در مورد این فیلم با کن راسل به او و فیلمش حمله کرد و آن را به شدت بی‌ادبانه خواند. کن راسل نیز در این برنامه با روزنامهٔ ایوینینگ استاندارد که در دست داشت به او حمله کرد.
فیلم «مالر» کن راسل دربارهٔ گوستاو مالر آهنگساز مدرنیست اتریشی که گرایش‌های ضدیهودی داشت نیز جنجال‌آفرین بود اما نمایش آن در جشنوارهٔ کن همان سال موفقیتی جز یک جایزه برای بهترین تکنیک فیلم نداشت.
کن راسل در سال ۱۹۷۵ فیلم «تامی» را بر اساس آلبومی به همین نام از گروه موسیقی راک «هو» (The Who) ساخت که استقبال زیادی از آن شد. آلبوم تامی که به عنوان یک اپرای راک شناخته می‌شود، داستان پسرکی کور و کرو لال به نام «تامی» است که رهبری یک فرقهٔ مسیحی را به عهده می‌گیرد. او که با عموی خشن و بداخلاقش زندگی می‌کند، سرانجام حس شنوائی و بیانی خود را به‌دست آورده و به‌عنوان یک «موعود» مورد ستایش پیروانش قرار می‌گیرد.
راسل در همان سال فیلم دیگری بر اساس زندگی فرانتس لیست آهنگساز انگلیسی ساخت به نام «لیستومونیا» که در آن برای اولین‌بار از سیستم صوتی دالبی استفاده کرد.
راسل در سال ۱۹۷۸ فیلم «والنتینو» را ساخت که برداشتی آزادانه از زندگی رودولف والنتینو بازیگر مشهور سینمای کلاسیک بود. این اثر موفقیتی به دست نیاورد و خود راسل را یک شکست در کارنامهٔ هنریش می‌دانست و از ساختن آن اظهار پشیمانی می‌کرد.
«احوال دگرگون‌شده» فیلمی در ژانر علمی تخیلی و بر اساس سناریویی از پدی چایفسکی بود که کن راسل در دههٔ هشتاد ساخت و مورد استقبال منتقدین واقع شد. راجر ایبرت منتقد آمریکایی که به فیلم «شیاطین» راسل هیج ستاره‌ای نداده بود، از این فیلم او ستایش کرد.
راسل در سال ۱۹۸۴ فیلم تریلر روانکاوانهٔ «جنایت‌های هوس» را با بازی کاتلین ترنر و آنتونی پرکینز ساخت که آخرین فیلم آمریکایی او محسوب می‌شود و نتیجه‌اش شکست مطلق بود.
وی بعد از چند سال کناره‌گیری از سینما و کارگردانی اپرا، با فیلم ترسناک «گوتیک» دربارهٔ مری شلی و داستان آفرینش فرانکشتاین به سینما بازگشت.
راسل فیلم دیگری نیز به نام «آشیانهٔ کرم سفید» بر اساس رمانی از برام استوکر دربارهٔ یک افسانهی ترسناک فولکلوریک بریتانیایی ساخت که هیو گرانت در آن بازی می‌کرد.
وی همچنین فیلم «آخرین رقص سالومه» را بر اساس نمایشنامهٔ غیرمتعارف سالومه نوشتهٔ اسکار وایلد ساخت؛ نمایشنامه‌ای که اجرای آن در قرن نوزدهم بریتانیا ممنوع اعلام شده بود.
فیلم «رنگین‌کمان» اقتباس دیگری از رمان‌های دی اچ لارنس بود که در سال ۱۹۸۹ ساخت و دنبالهٔ رمان و فیلم «زنان عاشق» محسوب می‌شود و گلندا جکسن در آن بازی می‌کرد. منتقدین از این فیلم به عنوان آخرین فیلم شخصی راسل نام می‌برند.
«خانهٔ روسی» فیلمی با شرکت شون کانری در نقش یک افسر سیا و میشل فایفر، در مایه‌های «جیمز باند» به سبک کن راسل بود که موفقیت چندانی نداشت.
آخرین فیلم واقعی کن راسل در مقام کارگردان، فیلم «فاحشه» است که در سال ۱۹۹۱ با شرکت ترزا راسل ساخت که از نظر نمایش صحنه‌های جنسی بسیار بی‌پروا و غیرمتعارف است. فیلمی که حتی پخش‌کنندهٔ آن حاضر نشد پوستر آن را به خاطر واژه فاحشه در ملأ عام توزیع کند و آن را با نام «اگر نمی‌توانی بگویی، ببین» توزیع کرد که با مخالفت و اعتراض راسل روبه‌رو شد.
راسل در سال‌های اوایل ۲۰۰۰ چند فیلم با بودجهٔ کم از جمله «دهان شیر» ساخت که بسیار ناموفق بود. وی مدتی هم به عنوان استاد مهمان در دانشگاه ولز و نیوپورت فیلم اسکول و ساوث همپتون تدریس کرد.
او در سال‌های آخر عمرش به بازی در فیلم‌ها و سریال‌های تلویزیونی پرداخت. وی در سال ۲۰۰۶ به نحو غیرمنتظره‌ای در برنامهٔ تلویزیونی بیگ برادر (بخش افراد مشهور) ظاهر شد اما پس از مدتی در پی اختلافش با جید گودیز (به انگلیسی: Jade Goodys) و مادرش جکی از ادامهٔ بازی در این مجموعه انصراف داد. وی پس از خروج از مجموعه در گفتگو با رسانه‌ها اعلام کرد: «می‌دانستم که در این برنامه با رفتارهای غافلگیرکننده‌ای مواجه خواهم بود اما این رفتارها از نوعی نبود که من تجربه کرده بودم و با روحیهٔ حساس من جور درنمی‌آمد.»

## فیلمشناخت
| سال  | نام فیلم                           | بازیگران                            | یادداشت |
| ---- | ---------------------------------- | ----------------------------------- | ------- |
| ۱۹۶۲ | الگار                              |                                     |         |
| ۱۹۶۳ | لباس فرانسوی                       |                                     |         |
| ۱۹۶۷ | ایزادورا دانکن، بزرگترین رقاص جهان |                                     |         |
| ۱۹۶۸ | آواز تابستان                       |                                     |         |
| ۱۹۶۹ | زنان عاشق                          | الیور رید و گلندا جکسون و جنی لیندن |         |
| ۱۹۷۰ | رقص هفت محجبه                      |                                     |         |
| ۱۹۷۰ | عشاق موسیقی                        |                                     |         |
|      | شیاطین                             | الیور رید                           |         |
| ۱۹۷۴ | مالر                               |                                     |         |
| ۱۹۷۵ | تامی                               |                                     |         |
| ۱۹۷۵ | لیستومانیا                         |                                     |         |
| ۱۹۷۷ | والنتینو                           |                                     |         |
| ۱۹۸۰ | احوال دگرگون‌شده                    |                                     |         |
| ۱۹۸۴ | جنایت‌های هوس                       |                                     |         |
|      | گوتیک                              |                                     |         |
| ۱۹۸۸ | آشیانهٔ کرم سفید                    |                                     |         |
| ۱۹۸۸ | آخرین رقص سالومه                   |                                     |         |
| ۱۹۸۹ | رنگین‌کمان                          | گلندا جکسن                          |         |
|      | خانه روسی                          | شون کانری و میشل فایفر              |         |
| ۱۹۹۱ | روسپی                              | ترزا راسل                           |         |
| ۲۰۰۰ | دهان شیر                           |                                     |         |
| ۲۰۰۶ | رنگ من کوبریک                      |                                     |         |

## پی‌نوشت
1. 1 2 3 4 5 6 7 8 9 10 11 12 13 14 15 16 17 18 19 20 21 22 23 24 25 26 27 28 29 30  جاهد، درگذشت «کن راسل».